# Badra (Duitsland)
Badra is een ortsteil van de Duitse gemeente Kyffhäuserland in Thüringen. Badra ligt circa vijf kilometer westelijk van de Kyffhäuser aan de deelstaatgrens met Saksen-Anhalt. Op 31 december 2012 fuseerde de gemeente Badra met andere gemeenten van de Verwaltungsgemeinschaft Kyffhäuser tot de gemeente Kyffhäuserland.

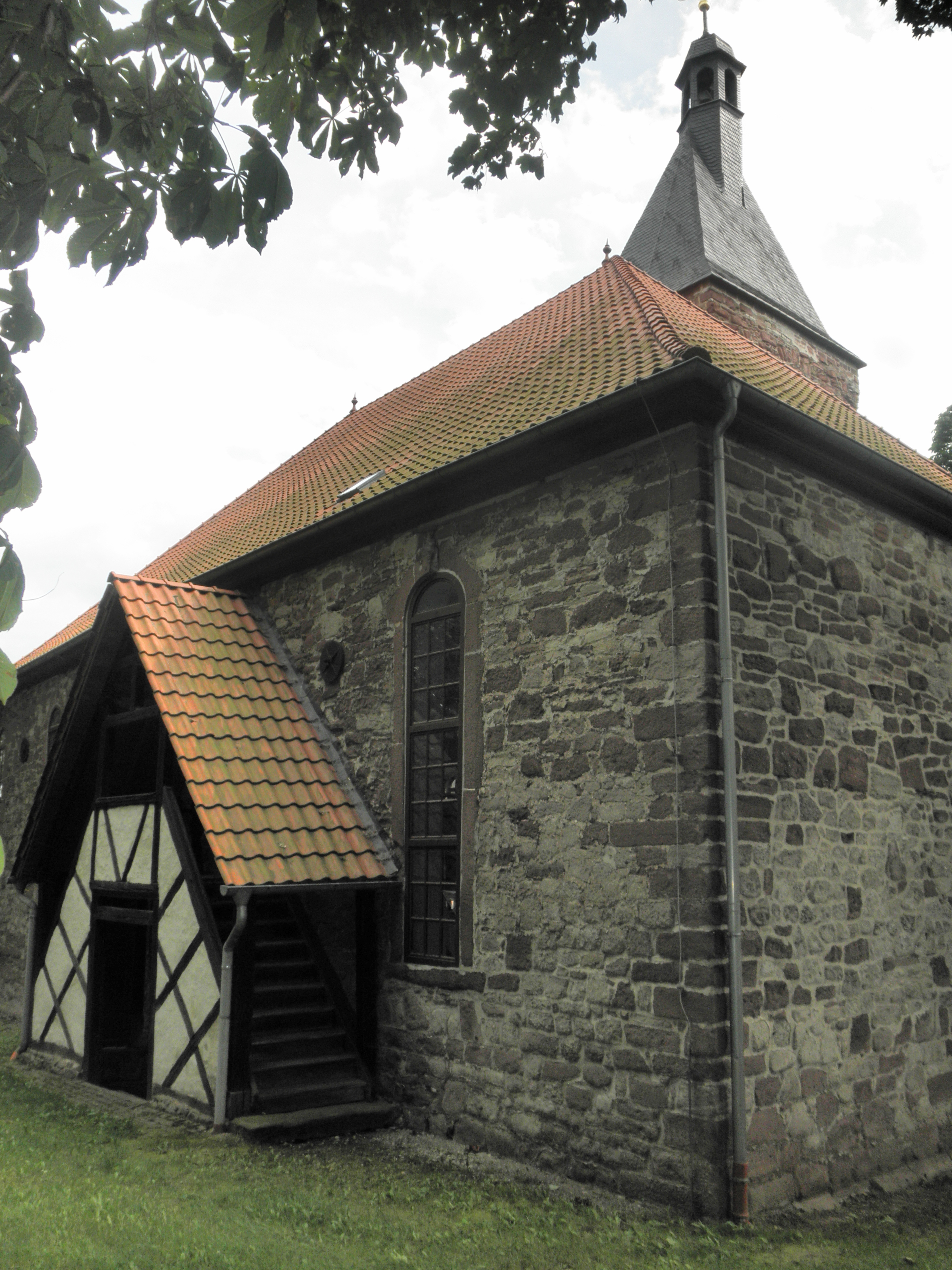
Dorpskerk